# Menna Nasser
Pour les articles homonymes, voir Nasser (nom).
Menna Nasser, née le 5 janvier 1994 au Caire, est une joueuse de squash représentant l'Égypte. Elle atteint, en janvier 2021, la 49e place mondiale sur le circuit international, son meilleur classement.

## Biographie
Elle participe aux championnats du monde 2018-2019 et aux championnats du monde 2019-2020 s'inclinant à chaque fois au premier tour. Elle atteint, en janvier 2021, pour la première fois le top 50.